# 羅比·穆爾

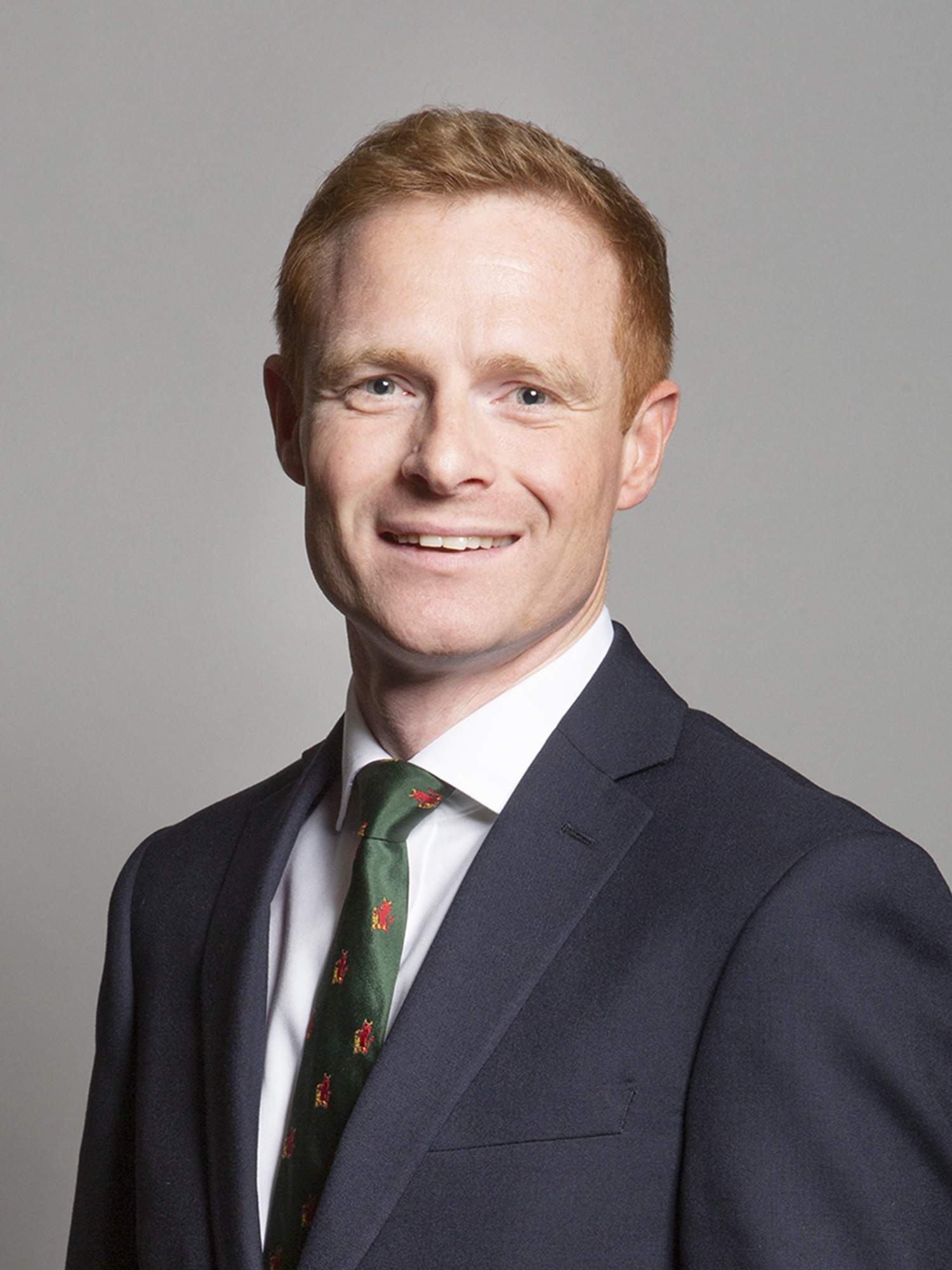

羅比·穆爾（英語：Robert Peter Moore；1984年11月28日—）是英國的一位政治家，所屬政黨是保守黨。他在2019年英國大選中當選基斯利的議員。